# Кольская флотилия разнородных сил
Краснознамённая Кольская флотилия разнородных сил (КолФлРС) — флотилия Северного флота Российской Федерации. 

## История
Во исполнение директивы Главнокомандующего ВМФ от 15 апреля 1982 г. № 730/1/00357 к 1 июля 1982 года была создана Кольская флотилия разнородных сил в составе:
7-й и 62-й бригад кораблей охраны водного района;
5-й бригады тральщиков;
2-й дивизии противолодочных кораблей;
42-й бригады подводных лодок;
55-й бригады ракетных катеров;
дивизиона противолодочных кораблей;
бригады кораблей резерва;
двух береговых ракетных полков;
береговой артиллерийской батареи;
двух башенных артиллерийских дивизионов.
Дополнительно были сформированы и включены в состав Кольской флотилии: командный пункт флотилии; комендатура охраны и обслуживания управления флотилии; отряд борьбы с противо-диверсионными силами и средствами; отдельная рота связи; береговой информационный пост; телефонный центр; станция фельдъегерской почтовой связи; редакция и типография газеты «Вымпел Заполярья».
В состав флотилии вошли соединения и части, имеющие славные боевые традиции, внесшие большой вклад в победу над фашистской Германией:
гвардейский Печенгский Краснознамённый дивизион «малых охотников» за подводным лодками, Печенгская Краснознамённая бригада торпедных катеров, отдельный Краснознамённый дивизион тральщиков, отдельный артиллерийский Печенгский Краснознамённый дивизион.
24 моряка из этих частей в годы Великой Отечественной войны были удостоены звания Герой Советского Союза, более 300 военнослужащих награждены боевыми орденами и медалями. 12 бойцов навечно зачислены в списки кораблей, частей и соединений.
Летом 1982 года командующим Кольской флотилией разнородных сил был назначен контр-адмирал Касатонов Игорь Владимирович.
С самого начала своего существования соединения и части Кольской флотилии регулярно участвовали в ряде учений Северного флота под руководством Министра обороны, Главнокомандующего ВМФ, командующего Северным флотом. В ходе учений совершенствовалось оперативное искусство, тактика использования различных родов сил флотилии, совершенствовалась её организационно-штатная структура.
С 1988 по 1991 г. командующим Кольской флотилией был контр-адмирал Гришанов Валерий Васильевич. В эти годы моряки флотилии, бережно храня и умножая боевой опыт старших поколений, неустанно совершенствовали своё воинское мастерство в ходе учений, на боевых выходах в море, во время повседневной деятельности на кораблях. Большое развитие получило самодеятельное творчество личного состава, проводились различные спортивные соревнования.
Вице-адмирал Корнюшко Валерий Анатольевич командовал Кольской флотилией с 1991 г. по 1995 г. Изменившиеся в стране социально-экономические условия объективно потребовали изменения подходов к организации проведения боевой подготовки. Её основной формой становится боевая комплексная подготовка, проводящаяся на фоне командно-штабных учений. Первые такие учения состоялись в апреле 1991 года. С тех пор они проводятся два раза в году в каждом периоде обучения. Корабли Кольской флотилии регулярно привлекались к участию в совместных учениях с кораблями стран НАТО, таких как «Дервиш-91», «Помор-94».
История флотилии — это история длительных плаваний, многомесячных боевых служб, безупречного выполнения заданий Родины в различных районах Мирового океана, успешного освоения кораблей новых поколений. Корабли объединения выполнили более 1500 выходов в Норвежское море, район Фарерско-Исландского противолодочного рубежа, Новой Земли, в Северо-Восточную Атлантику и Средиземное море. Совершено более 70 официальных визитов и деловых заходов в зарубежные порты. Наиболее важными из них были:
декабрь 1982 г. — СКР «Резвый» (Куба); май 1985 г. — СКР «Задорный» (Алжир); ноябрь 1988 г. — БПК «Адмирал Кулаков», СКР «Задорный» (Куба); июль 1991 г. — БПК «Симферополь» (США); май 1993 г. — СКР «Резвый» (Норвегия); июль 1993 г.- БПК «Адмирал Харламов» (Канада); июль 1993 г. — СКР «Лёгкий» (Турция); август 1993 г. — СКР «Бессменный», СКР «Лёгкий» (Гибралтар); октябрь 1993 г. — БПК «Адмирал Левченко» (Франция); июль 1994 г: — БПК «Адмирал Харламов» (Нидерланды, Норвегия); октябрь 1994 г. — СКР «Лёгкий» (Норвегия); апрель-май 1996 г.- БПК «Адмирал Левченко» (Великобритания).
В 1995 году 4-я Краснознамённая, ордена Ушакова эскадра подводных лодок была реорганизована в 40-ю Краснознамённую, ордена Ушакова дивизию подводных лодок и включена в состав Краснознамённой Кольской флотилии разнородных сил Северного флота.
В 1995—2002 гг. Кольской флотилией командовал вице-адмирал Осокин Николай Владимирович. В это время, преодолев трудности переходного периода, флотилия начинает новый этап своего развития — приходит новая техника: корабли нового поколения, например, тральщик «Владимир Гуманенко». Корабли флотилии вновь выходят в море, участвуют в учениях: «Рукус-96», «Дервиш-2001». В 1997 г. дан новый импульс доброй традиции шефства — создана Ассоциация городов и субъектов РФ, шефствующих над кораблями и частями Краснознамённого Северного флота. В составе Краснознамённой Кольской флотилии разнородных сил Северного флота появляются «именные» подводные лодки и надводные корабли, в том числе базовый тральщик «Полярный». В 2001 году подводная лодка «Вологда» представляла ВМФ РФ в ходе официального визита в ВМБ Фаслейн (Великобритания) для участия в праздничных мероприятиях, посвященных 100-летию подводных сил Королевских военно-морских сил Великобритании. В 2002—2004 гг. Кольской флотилией командовал вице-адмирал Высоцкий Владимир Сергеевич, впоследствии командующий Северным флотом (2005-2007 гг.) и Главнокомандующий ВМФ (2007-2012 гг.). В 2002 г. подводная лодка «Липецк» под командованием капитана 3 ранга Маркина И. Ю. завоевала приз Главнокомандующего ВМФ. В сентябре 2002 г. отметила своё 40-летие бригада кораблей охраны водного района, входящая в состав Кольской флотилии. В 2004—2010 гг. Кольской флотилией командовал вице-адмирал Русаков Сергей Викторович. В 2010-2012 гг. Краснознамённой Кольской флотилией разнородных сил Северного флота командовал контр-адмирал Касатонов Владимир Львович (ныне вице-адмирал, заместитель Главнокомандующего ВМФ). В 2012-2013 гг. флотилией командовал контр-адмирал Соколов Виктор Николаевич (ныне вице-адмирал, начальник Военно-Морской Академии имени Адмирала Флота Советского Союза Н. Г. Кузнецова). В 2013—2019 гг. года флотилией командовал вице-адмирал (с 20.02.2016) Голубев Олег Вячеславович, подводник, всю службу прослуживший на Северном флоте (ныне заместитель командующего Северным флотом). В декабре 2019 г. командующим флотилией назначен контр-адмирал (с 17.02.2022 вице-адмирал) Михайлов Эдуард Евгеньевич, подводник, служивший до этого на Тихоокеанском флоте.

## Командующие флотилией
- 07.1982—03.1988 — вице-адмирал Касатонов, Игорь Владимирович
- 03.1988—10.1991 — вице-адмирал Гришанов, Валерий Васильевич
- 10.1991—12.1994 — вице-адмирал Корнюшко, Валерий Анатольевич
- 01.1995—01.2002 — вице-адмирал Осокин, Николай Владимирович
- 01.2002—08.2004 — вице-адмирал Высоцкий Владимир Сергеевич
- 08.2004—04.2010 — вице-адмирал Русаков, Сергей Викторович
- 04.2010—09.2012 — контр-адмирал Касатонов, Владимир Львович
- 09.2012—08.2013 — контр-адмирал Соколов, Виктор Николаевич
- 08.2013—12.2019 — вице-адмирал Голубев, Олег Вячеславович
- 12.2019—06.2022 — вице-адмирал Михайлов, Эдуард Евгеньевич
- с 06.2022 — вице-адмирал Шастов, Олег Николаевич

## Корабельный состав флотилии на 2011 год
По данным на 2025 год в состав КолФлРС входили следующие корабли и соединения:
- 161-я Краснознаменная, ордена Ушакова бригада подводных лодок    (Полярный):
  - Б-459 «Владикавказ» — дизельная подлодка проекта 877 «Палтус». В составе флота с 1986 года. Командир капитан 2-го ранга Валерий Монако.
  - Б-800 «Калуга» — дизельная подводная лодка проекта 877 «Палтус». В составе флота с 1989 года. Командир капитан 2-го ранга Сергей Пироженко.
  - Б-586 «Кронштадт» — дизельная подлодка проекта 677М «Лада». В составе флота с 2024 года. Командир капитан 2-го ранга М.Поливанов
  - 339-я бригада строящихся и ремонтирующихся подводных лодок Беломорской ВМБ (Северодвинск):
  - Б-90 «Саров» — опытовая дизельная подводная лодка проекта 20120 «Сарган». В составе флота с 2008 года. Командир капитан 2-го ранга  А.Ниндаков.
- 7-я гвардейская бригада кораблей охраны водного района (Оленья Губа, командир капитан 1-го ранга Сергей Трусов):
  - 270-й гвардейский дивизион малых противолодочных кораблей (командир гвардии капитан 2-го ранга Александр Вербин):
МПК «Мончегорск» — малый противолодочный корабль проекта 1124M «Альбатрос». Бортовой номер 190, в составе флота с 1993 года. Командир гвардии капитан 3-го ранга Евгений Щукин.
МПК-59 «Снежногорск» — малый противолодочный корабль  проекта 1124M «Альбатрос». Бортовой номер 196, в составе флота с 1994 года. Командир гвардии капитан 3-го ранга Евгений Медведев.
МПК-194 «Брест» — малый противолодочный корабль проекта 1124M «Альбатрос». Бортовой номер 199, в составе флота с 1988 года. Командир гвардии капитан 3-го ранга Владимир Боровицкий.
МПК-203 «Юнга» — малый противолодочный корабль проекта 1124M «Альбатрос». Бортовой номер 113, в составе флота с 1989 года. Командир гвардии капитан 3-го ранга Олег Курочкин.
МПК-130 «Нарьян-Мар» — малый противолодочный корабль проекта 1124M «Альбатрос». Бортовой номер 138, в составе флота с 1990 года.
МПК-7 «Онега» — малый противолодочный корабль проекта 1124M «Альбатрос». Бортовой номер 164, в составе флота с 1991 года.
  - 108-й Краснознаменный дивизион малых ракетных кораблей (командир капитан 2-го ранга Виктор Филимоненко):
МРК «Рассвет» — малый ракетный корабль проекта 1234.1 «Овод». Бортовой номер 520, в составе флота с 1988 года. Командир капитан 3-го ранга Сергей Мажник.
- 86-й отдельный дивизион ремонтирующихся подводных лодок (Полярный, командир капитан 1-го ранга Альберт Сагитов)
- 5-я бригада тральщиков (Полярный):
  - 83-й дивизион базовых тральщиков (командир капитан 2-го ранга Геннадий Кущан):
БТ-50 «Петрозаводск» — базовый тральщик проекта 1265 «Яхонт». Бортовой номер 454, в составе флота с 1986 года. Командир капитан-лейтенант Михаил Титов.
БТ-111 «Соловецкий юнга» — базовый тральщик проекта 1265 «Яхонт». Бортовой номер 466, в составе флота с 1988 года. Командир капитан 3-го ранга Игорь Васильев.
БТ-226 «Коломна» — базовый тральщик проекта 1265 «Яхонт». Бортовой номер 426, в составе флота с 1990 года. Командир капитан 3-го ранга Евгений Костромичев. Выведен из боевого состава.
БТ-211 «Ядрин» — базовый тральщик проекта 1265 «Яхонт». Бортовой номер 469, в составе флота с 1991 года. Командир капитан 3-го ранга Вячеслав Соловьев.
БТ-152 «Котельнич» — базовый тральщик проекта 1265 «Яхонт». Бортовой номер 443, в составе флота с 1987 года. Командир капитан 3-го ранга Сергей Петров.
«Афанасий Иванников» — базовый тральщик проекта 12700 «Александрит». Бортовой номер 625, в составе флота с 2025 года.
  - 42-й дивизион морских тральщиков (командир капитан 2-го ранга Алексей Свириденко):
«Владимир Гуманенко» — морской тральщик проекта 12660 «Рубин». Бортовой номер 811, в составе флота с 2000 года. Командир капитан 3-го ранга Михаил Уткин.